# Jimeno II de Urrea
Jimeno II de Urrea (a.1209 - a. 1248). Fue un noble aragonés del linaje de los Urrea, sirvió al rey Jaime I de Aragón en la conquista de Mallorca y en la conquista de Valencia y, como recompensa, fue nombrado Barón de Alcalatén.

## Orígenes familiares
Jimeno II de Urrea pertenecía a la familia noble de los Ximenez de Urrea, quienes aunque aún no se encontraban asentados como u

## Nupcias y descendientes
Se casó en primeras nupcias con Maria de Luesia y tuvieron aː
- Jimeno III de Urrea "El Menor", casado con Toda Pérez Cornel.
- Eva Jiménez de Urrea, casada con Artal III de Alagón.
- Sancha Jiménez de Urrea, priora en el Monasterio de Sijena entre el 1225 y el 1237[1]pero que en el primer reparto que su padre hizo, recibía la villa de Letux con su castillo.
- Guillerma Jiménez de Urrea, el primer reparto que su padre hizo, recibía la villa de Marranos junto con una heredad en Pleitas.
- Pedro Jiménez de Urrea, quien aparece como heredero en su primer testamento del 1240 pero que falleció antes que su padre.[2]

## Biografía

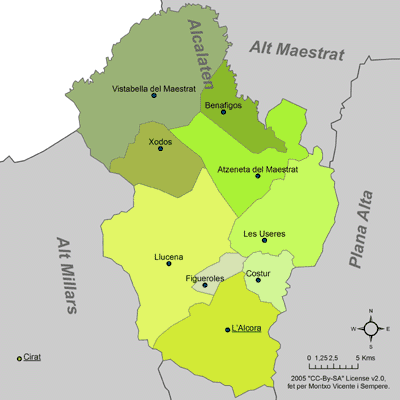
Mapa de Alcalatén

Pleiteó con Elvira de Luesia, hermana de su esposa, por la propiedad del señorío de Híjar. En el año 1222, durante la Segunda revuelta nobiliaria contra Jaime I de Aragón, se mantuvo fiel al rey y participó en la toma de Castigaleu (Ribagorza). También acompañó al rey Jaime I de Aragón al monasterio de Santa María de Huerta (Soria) con el objetivo de cerrar el divorcio del rey con Leonor de Castilla y que, de esta forma, éste pudiera contraer matrimonio con Violante de Hungría.
Participó muy activamente en la conquista de Mallorca (1229 - 1232), destacando en la batalla de Portopí y en el sitio de Artá. En el año 1232 asistió a las Cortes de Montsó en las que se definió la estrategia a seguir para la conquista de Valencia (1232 - 1246). En el año 1233 rindió el castillo de Peñíscola y, junto con otros siete caballeros, acompañó al rey en su entrada a la ciudad. Encabezó una misión militar con Pedro Cornel III con el objetivo de tomar la Torre de Silla a los musulmanes, que después de 8 días se rindieron. Cerca de la puerta de Boatella, y conjuntamente con Pedro Fernández de Azagra, intentaron combatir en la muralla de Valencia sin éxito. Acompañaron al rey en la toma de la Torre de Montcada de la ciudad de Valencia. Tuvo un papel significativo en las primeras leyes que se promulgaron en la ciudad de Valencia durante el año 1239. En el año 1240 firmó una donación de tierras del rey a Peregrino Esteban. 
Como recompensa por sus servicios militares fue nombrado Barón de Alcalatén por el rey Jaime I de Aragón, el cual también le otorgó el castillo de Alcalatén, el castillo de Lucena y todas las propiedades que formaban la zona musulmana de Alcalatén. Estas propiedades eranː Alcora, Useras, Costur, Lucena del Cid, Figueroles, Adzaneta, Chodos, Benafigos y Vistabella del Maestrazgo.